# Prados, Minas Gerais
Prados este un oraș în Minas Gerais (MG), Brazilia.

## Personalități născute aici
- Osmar Donizete Cândido (n. 1968), fotbalist.